# Zacharias Nicolai Plantin
Zacharias Nicolai Plantin, född 6 oktober 1680 i Själevad, död 5 december 1733 i Umeå socken, var en svensk präst och riksdagsman.

## Biografi
Zacharias Nicolai Plantin var son till kontraktsprosten Nils Plantin och Kristina Steuchius. Efter studier vid Uppsala universitet promoverades han 1707 till magister och prästvigdes. Efter olika tjänster i övre Norrland blev Plantin 1710 lektor i Härnösand, sedermera som tillförordnad förste lektor i teologi. Han utnämndes på egen begäran till kyrkoherde i Lövångers socken 1722, och blev 1729 kyrkoherde i Umeå socken.
Plantin var fullmäktig för prästerskapet i Ångermanland, Västerbotten och Jämtland samt representant för konsistoriet vid riksdagen 1722.
1724 ingick Plantin i den kommission som skulle granska Nils Grubbs renlärighet.
Plantin var gift med Margareta Holst, med vilken han fick flera barn, däribland Esaias Plantin som var skönlitterär författare och revisor i Krigskollegium, och Zacharinas Plantin i Vassunda socken som var inspektör över mått och vikt.